# Euforia (luchador)
José Leobardo Moreno León (Torreón, Coahuila; 5 de diciembre de 1974) es un luchador profesional mexicano, más conocido como Euforia. Trabaja para el Consejo Mundial de Lucha Libre.
Euforia es parte del equipo de Los nuevos infernales, antes fue parte de Los Cancerberos del Infierno bajo el liderazgo de Virus, mientras que también formó un equipo con Nosferatu. También formó parte de Los Guerreros del Infierno/Los Guerreros Laguneros bajo el liderazgo de Último Guerrero .

## Primeros años
Euforia proviene de una familia dedicada a la lucha libre, es  hijo de Pablo Moreno Román, un luchador profesional conocido bajo el nombre de ring "El Soberano". Su hermano mayor, Pablo Moreno León, luchó bajo el nombre de ring Stranger hasta su muerte en el año 2000. Un hermano menor trabaja bajo el nombre de "El Hijo del Soberano" ("El hijo de El Soberano"). El hijo de Euforia, nacido el 12 de agosto de 1993, siguió los pasos de su padre y su abuelo y se convirtió en luchador profesional en 2007. Es conocido como Soberano Jr.

## Carrera de lucha libre profesional
Euforia debutó en la lucha libre profesional el 28 de mayo de 1990, bajo el nombre de Soberano Jr.  Durante sus primeros años, luchó junto a su padre y hermano en el circuito independiente, en su natal Torreón, Coahuila . Euforia perdió su máscara contra Hechicero en el 91 Aniversario del CMLL. 

### Los Guerreros Laguneros(2012-2021)
El 6 de julio de 2012, Euforia se volvió parte del grupo Los Guerreros del Infierno de Último Guerrero. En 2013,  hizo su debut en Japón, cuando participó en el evento de tres días Fantastica Mania 2013, co-promovido por CMLL y New Japan Pro-Wrestling en Tokio. Un año después, Euforia ganó el torneo Torneo Nacional de Parejas Increibles 2014 formando equipo con Atlantis. El 28 de marzo de 2014, Euforia ganó su primer título, cuando él, Niebla Roja y Último Guerrero derrotaron a Los Estetas del Aire ( Máscara Dorada, Místico y Valiente ) por el Campeonato Mundial de Tríos CMLL. Perdieron el título ante Sky Team (Místico, Valiente y Volador Jr. ) el 13 de febrero de 2015.
El 1 de julio de 2018, Los Guerreros Laguneros terminaron el reinado de 1,223 días de Sky Team con el Campeonato Mundial de Tríos CMLL al derrotarlos en el evento principal del espectáculo Domingos Arena México de CMLL.

## Campeonatos y logros
- Consejo Mundial de Lucha Libre

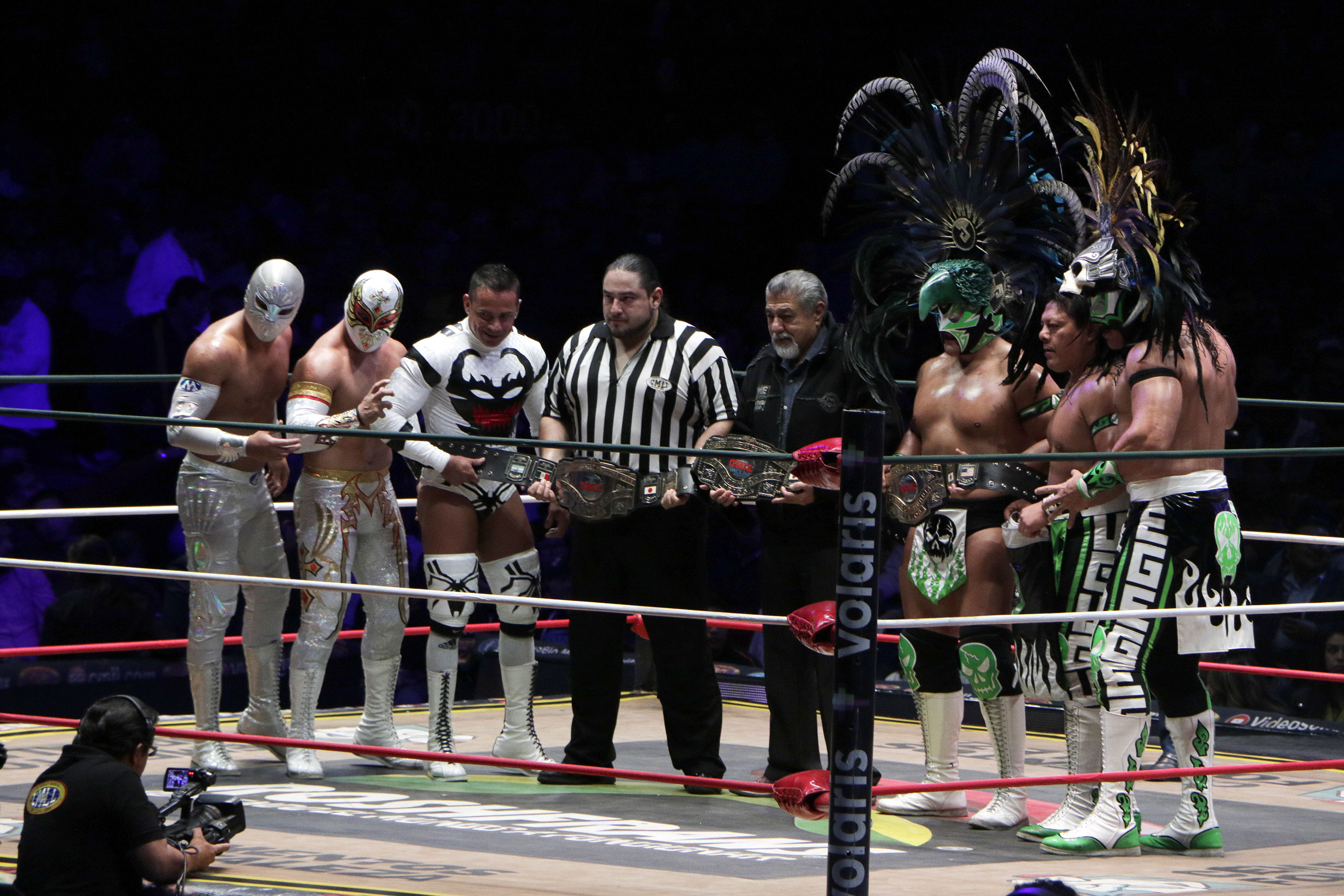
Los campeones Los Guerreros Lagunero (derecha) y los retadores Carístico, Místico y Volador Jr. (izquierda) antes de un partido en noviembre de 2018.

  - Campeonato Mundial en Parejas CMLL ( 1 vez ) – con Gran Guerrero [13]
  - Campeonato Mundial de Tríos CMLL ( 4 veces ) – con Niebla Roja y Último Guerrero (1), Gran Guerrero y Último Guerrero (2) y Hechicero y Mephisto (1) [10][12][14]
  - CMLL Torneo Gran Alternativa ( 2012 ) – con El Terrible
  - CMLL Torneo Nacional de Parejas Increíbles ( 2014 ) – con Atlantis [9]
  - Copa Dinastías (2022, 2024) - con Soberano Jr. [15]
- Lucha libre profesional ilustrada
  - Ocupa el puesto n.° 161 entre los 500 mejores luchadores individuales del PWI 500 en 2021 [16]